# Styracaceae
Styracaceae — це невелика родина квіткових рослин порядку Ericales, що включає 12 родів і близько 160 видів дерев і кущів. Родина поширена в помірних і субтропічних регіонах Північної півкулі.
Родина характеризується спірально розташованими простими листками без прилистків; симетричні білі квітки з віночком із двох-п’яти (іноді семи) зрощених пелюсток; плід зазвичай суха коробочка, іноді крилата, рідше м'ясиста кістянка, з одним або двома насінням.
Більшість – це великі кущі або невеликі дерева заввишки 3–15 м, але Halesia monticola (H. carolina var. monticola) більша, з деревами заввишки 39 м, відомими в Національному парку Грейт-Смокі-Маунтінс у Північній Кароліні.

## Роди
Роди:
- Alniphyllum Matsum. (2 види, від Ассаму до Тайваню)
- Bruinsmia Boer. & Koord. (1 вид, пд. і пд.-сх. Азія та Австралазія)
- Changiostyrax C.T.Chen (1 вид, пд.-сх. Китай)
- Halesia J.Ellis ex L. (2 види, пд. і пд.-сх. США)
- Huodendron Rehder (2 види, Тибет і пд.-сх. Азія)
- Melliodendron Hand.-Mazz. (1 вид, Китай)
- Parastyrax W.W.Sm. (1 вид, М'янма й Китай)
- Perkinsiodendron P.W.Fritsch (1 вид, Китай)
- Pterostirax Siebold & Zucc. (3 види, Китай і Японія)
- Rehderodendron Hu (10 видів, Бангладеш, Китай, М'янма, В'єтнам)
- Sinojackia Hu (7 видів, Китай)
- Styrax L. (≈ 122 види, Південна й Північна Америка, пд., пд.-сх. і сх. Азія, нова Гвінея, середземноморська Азія та Європа)

Рід Pamphilia, який іноді розглядається як окремий, тепер включений до Styrax на основі генетичних даних. Філогенетичні дослідження свідчать про те, що Halesia не є монофілетичною, і один вид тепер перенесено до нового роду Perkinsiodendron.

## Використання
Кілька родів включають види, популярні як декоративні дерева, які цінуються за їх декоративні білі квіти. Бензоїнова смола, яка використовується в фітотерапії та парфумерії, добувається з кори виду Styrax.